# Calamus tenuis
Calamus tenuis är en enhjärtbladig växtart som beskrevs av William Roxburgh. Calamus tenuis ingår i släktet Calamus och familjen Arecaceae. Inga underarter finns listade i Catalogue of Life.

## Bildgalleri

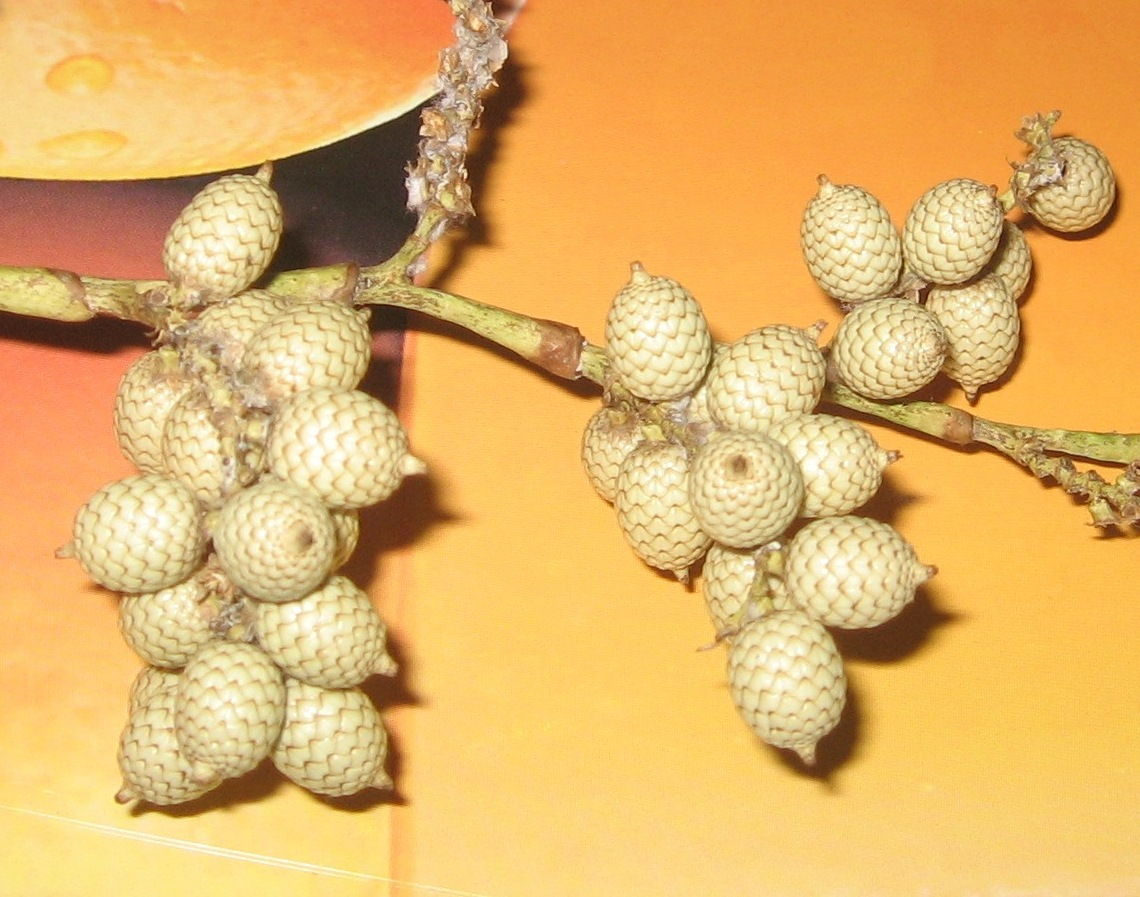
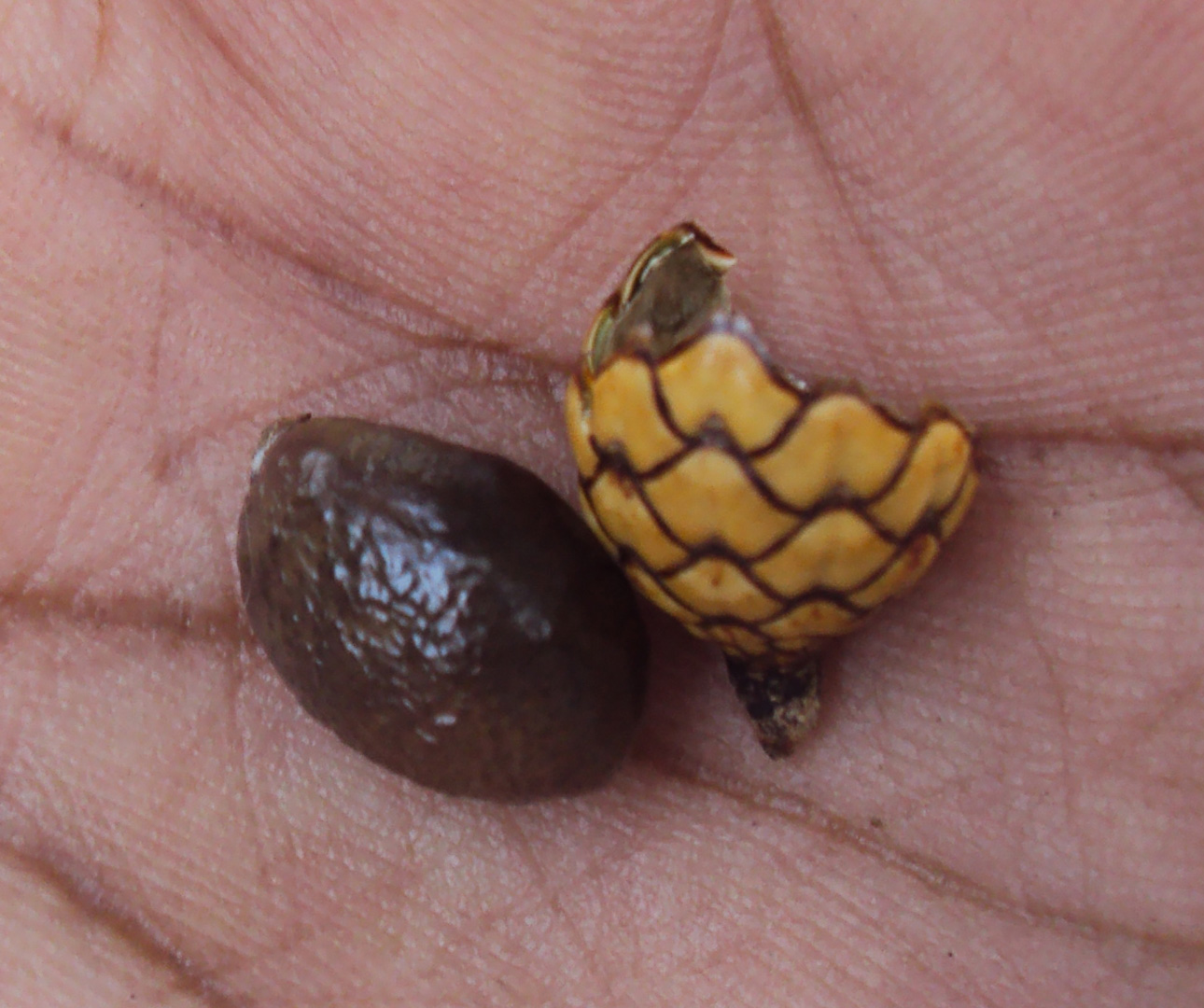
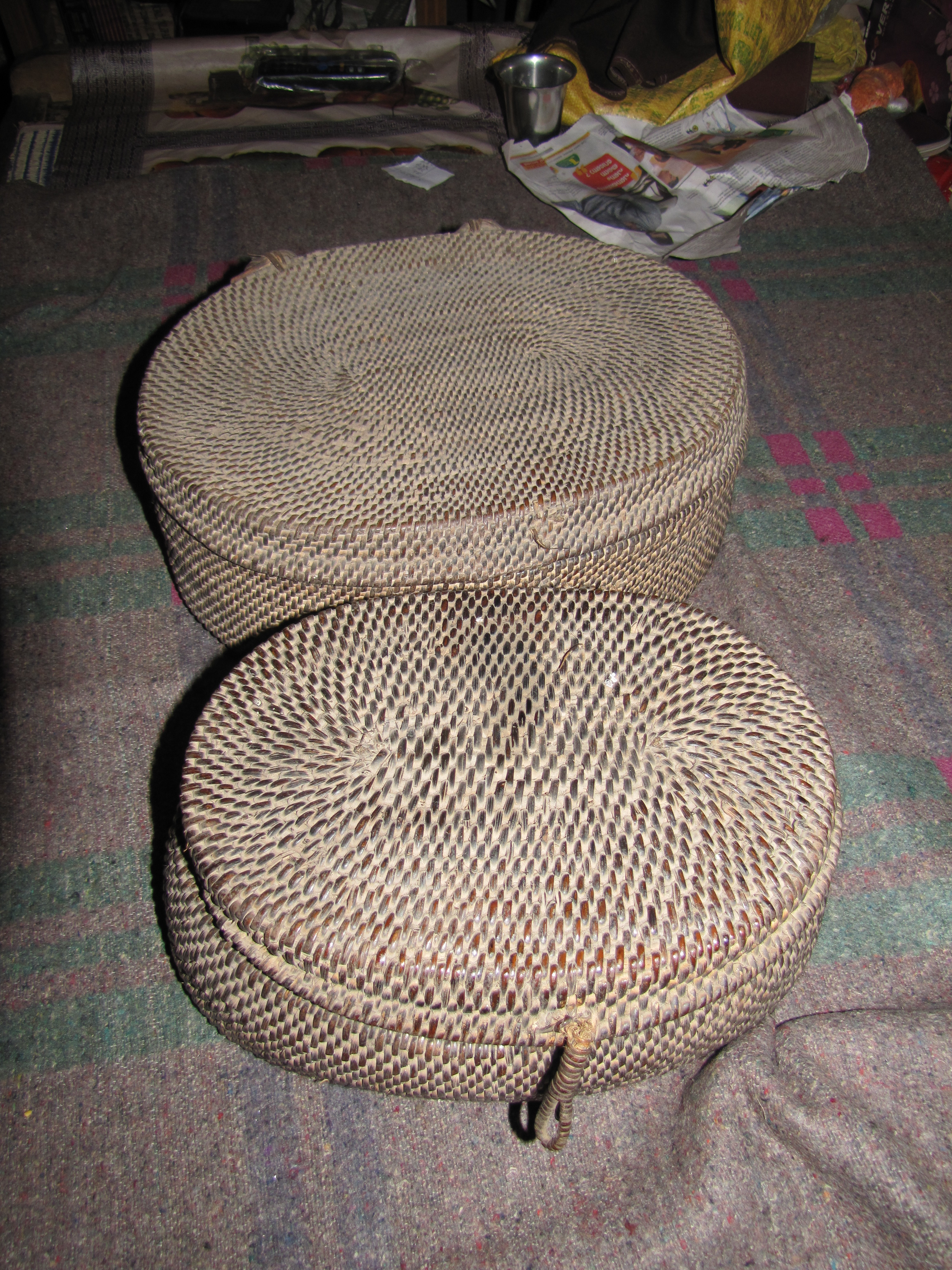
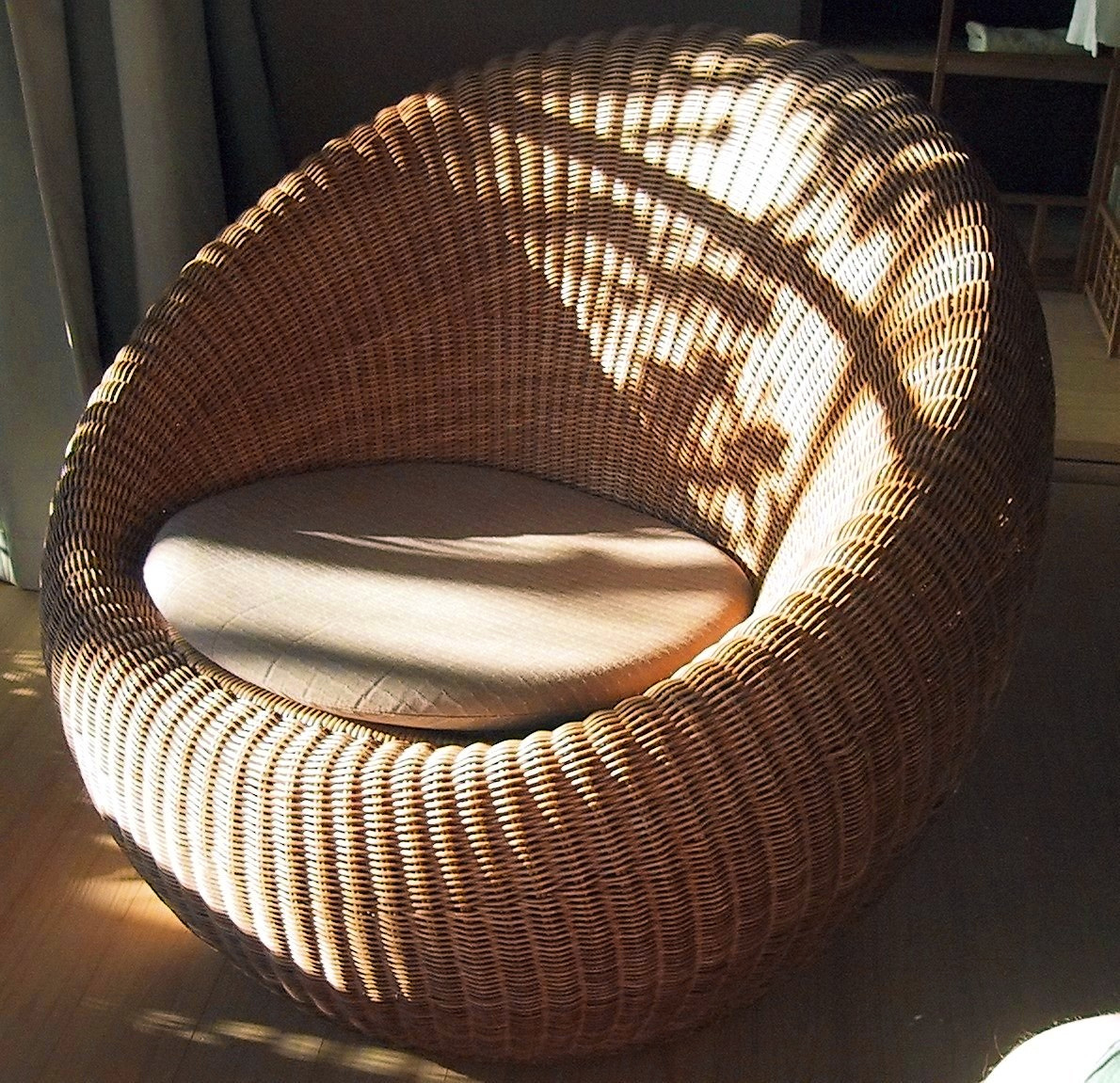
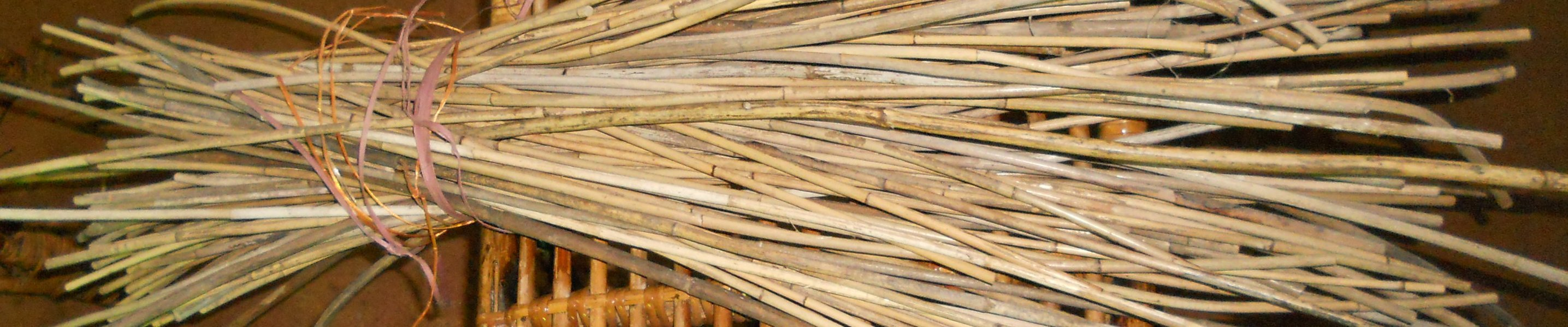